# Cesare Gentile
Cesare Gentile a été le 119e doge de Gênes du 10 mai 1667 au 10 mai 1669.